# Monumento a Muslim Magomayev
Monumento a Muslim Magomayev (en azerí: Müslüm Maqomayevin abidəsi) es un monumento que representa al cantante Muslim Magomayev y está ubicado en Bulevar de Bakú en Bakú, la capital de Azerbaiyán.

## Historia
El 12 de marzo de 2020, el presidente de Azerbaiyán, Ilham Aliyev, firmó un edicto sobre la erección de un monumento al Muslim Magomayev en la ciudad de Bakú. Según el edicto, el Poder Ejecutivo de la ciudad de Bakú recibió instrucciones de realizar actividades para la construcción del monumento junto con el Ministerio de Cultura de Azerbaiyán.
La ceremonia de inauguración del monumento tuvo lugar el 17 de agosto de 2022 en el Bulevar de Bakú. El presidente de Azerbaiyán Ilham Aliyev y el vicepresidente Mehriban Aliyeva, la esposa del cantante Tamara Sinyavskaya, Farhad Badalbayli y otros asistieron a la ceremonia.

## Monumento
El autor del monumento es el Artista del Pueblo de la República de Azerbaiyán, el escultor Omar Eldarov. El monumento está hecho de bronce. Su altura es de 2 metros. Frente al monumento se colocó un panel de información con inscripciones en azerbaiyano e inglés.